# Polarização por intercâmbio
Polarização por intercâmbio é um fenômeno também conhecido como exchange bias (EB), descoberto em 1956 por W.H. Meiklejohn e C.P. Bean  dos laboratórios de pesquisa da empresa General Electric em Schenectady, Nova Iorque, através do estudo de nanopartículas.
Caracteriza-se pelo deslocamento, em campo, do ciclo de histerése magnética geralmente de um material ferromagnético (FM) quando em contato com um antiferromagnético (AFM).